# Joseph Ebuya

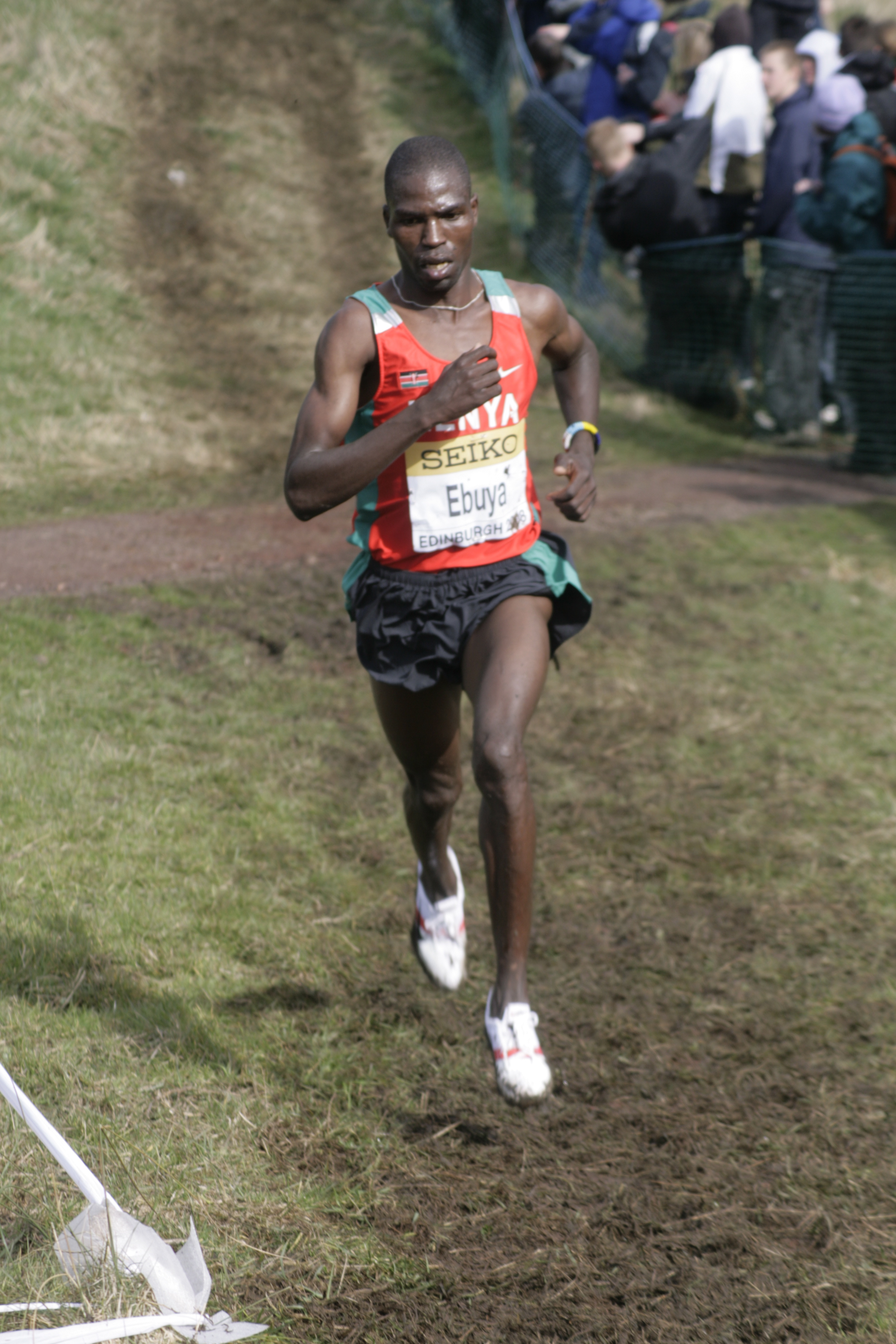
Joseph Ebuya

Joseph Ebuya, född den 20 juni 1987 i Nyandarua, är en kenyansk friidrottare som tävlar i medel- och långdistanslöpning.
Ebuya deltog vid Samväldesspelen 2006 där han sprang 5 000 meter och slutade fyra. Samma år deltog han vid VM för juniorer och blev tvåa på 10 000 meter och trea på 5 000 meter. 
Året efter deltog han vid VM i Osaka där han blev utslagen i försöken på 5 000 meter. Samma år blev han tvåa vid IAAF World Athletics Final i Stuttgart denna gång på 3 000 meter. 
Under 2008 blev han fyra vid VM i terränglöpning. 

## Personliga rekord
- 3 000 meter - 7.34,62
- 5 000 meter - 12.51,00
- 10 000 meter - 28.53,46